# Бахаме на Светском првенству у атлетици у дворани 2012.
Бахаме су четрнаести пут учествовали на Светском првенству у атлетици у дворани 2012. одржаном у Истанбулу од 9. до 11. марта. Репрезентацију Бахама представљало је 9 атлетичара (7 мушкарца и 2 жене), који су се такмичили у четири дисциплине.
На овом првенству Бахаме су по броју освојених медаља делиле 16. место са две освојене медаље (сребрна и бронзана). Поред тога постигнут је један лични рекорд и шест најбољих личних резултата сезоне. У табели успешности (према броју и пласману такмичара који су учествовали у финалним такмичењима (првих 8 такмичара)) Бахаме су са 5 учесника у финалу делили 14. место са 19 бодова.
| Плас. | Земља  | 1. место | 2. место | 3. место | 4. место | 5. место | 6. место | 7. место | 8. место | Бр. финал. | Бод. |
| ----- | ------ | -------- | -------- | -------- | -------- | -------- | -------- | -------- | -------- | ---------- | ---- |
| 14.   | Бахаме | 0        | 1        | 1        | 0        | 1        | 0        | 0        | 2        | 5          | 19   |

## Учесници
| Мушкарци: - Деметријус Пајндер — 400 м, 4 х 400 м - Крис Браун — 400 м, 4 х 400 м - Мајкл Матје — 4 х 400 м - Andretti Bain — 4 х 400 м - Џејмсон Стракан — 4 х 400 м - La'Sean Pickstock — 4 х 400 м - Тревор Бери — Скок увис | Жене: - Чандра Старуп — 60 м - Бјанка Стјуарт — Скок удаљ |  |

## Освајачи медаља (2)

### Сребро (1)
- Деметриус Пиндер — 400 м

### Бронза (1)
- Крис Браун — 400 м

## Резултати

### Мушкарци
| Атлетичар                                                        | Дисциплина | Лични рекорд | Квалификације   | Квалификације   | Полуфинале      | Полуфинале      | Финале          | Финале          | Детаљи |
| Атлетичар                                                        | Дисциплина | Лични рекорд | Резултат        | Место           | Резултат        | Место           | Резултат        | Место           | Детаљи |
| ---------------------------------------------------------------- | ---------- | ------------ | --------------- | --------------- | --------------- | --------------- | --------------- | --------------- | ------ |
| Деметријус Пајндер                                               | 400 м      | 45,33 НР     | 46,49           | 1. у гр. 1 КВ   | 45,94           | 1. у пф. 1 КВ   | 45,34 ЛРС       |                 |        |
| Крис Браун                                                       | 400 м      | 45,73        | 47,28           | 1. у гр. 6 КВ   | 46,37           | 1. у пф. 2 КВ   | 45,90 ЛРС       |                 |        |
| Мајкл Матје La'Sean Pickstock Џејмсон Стракан Деметријус Пајндер | 4 х 400 м  | 3:08,76 НР   | Нису стартовали | Нису стартовали | Нису стартовали | Нису стартовали | Нису стартовали | Нису стартовали |        |
| Тревор Бери                                                      | Скок увис  |              | 2,29            | 5 кв            |                 |                 | 2,31 ЛР         | 8 / 19          |        |

### Жене
| Атлетичарка    | Дисциплина | Лични рекорд | Квалификације | Квалификације | Полуфинале | Полуфинале | Финале   | Финале      | Детаљи |
| Атлетичарка    | Дисциплина | Лични рекорд | Резултат      | Место         | Резултат   | Место      | Резултат | Место       | Детаљи |
| -------------- | ---------- | ------------ | ------------- | ------------- | ---------- | ---------- | -------- | ----------- | ------ |
| Чандра Старуп  | 60 м       | 7,05         | 7,23 ЛРС      | 1. у гр. 8 КВ | 7,21 ЛРС   | 1. у пф. 3 | 7,19 ЛРС | 5 / 62 (64) |        |
| Бјанка Стјуарт | скок удаљ  | 6,79         | 6,70          | 4 КВ          |            |            | 6,71     | 8 / 19 (20) |        |